# Haworthia lockwoodii
Haworthia lockwoodii ist eine Pflanzenart der Gattung Haworthia in der Unterfamilie der Affodillgewächse (Asphodeloideae). Das Artepitheton lockwoodii ehrt Stanley George Lockwood-Hill (* 1903), Magistrat in der südafrikanischen Stadt Laingsburg.

## Beschreibung
Haworthia lockwoodii wächst stammlos und sprosst langsam. Am Standort sind die Pflanzen in die Erde zurückgezogen. Die zahlreichen eiförmigen, einwärts gebogenen Laubblätter bilden eine Rosette mit einem Durchmesser von bis zu 10 Zentimetern. Die blassgrüne Blattspreite ist 7 Zentimeter lang und 2 Zentimeter breit. Ihre Spitzen sterben zurück. Die Blattoberfläche ist glatt. Blattrand und Blattkiel sind in der Regel nicht bedornt. Zur Spitze hin werden die Blätter durchscheinend.
Der feste Blütenstand besteht aus zahlreichen, großen Blüten, die an der Blütenstandsachse anliegen. An der Basis ist ihre Blütenröhre flach.

## Systematik und Verbreitung
Haworthia lockwoodii ist in der südafrikanischen Provinz Westkap im Südwesten der Großen Karoo verbreitet.
Die Erstbeschreibung durch  Eily Edith Agnes Archibald wurde 1940 veröffentlicht. Ein Synonym ist Haworthia mucronata subsp. lockwoodii (Archibald) Halda (1997).

## Nachweise